# Champion (filme de 1949)
Champion é um filme norte-americano de 1949, do gênero drama, dirigido por Mark Robson  e estrelado por Kirk Douglas e Marilyn Maxwell.

## Produção
Um estudo sobre ambição desumana, Champion foi o maior sucesso comercial até então do diretor Mark Robson, que vinha de uma série de filmes B de terror produzidos por Val Lewton. Juntamente com Body and Soul (1947) e The Set-Up (1949), Champion forma o trio de filmes sobre boxe que caiu nas graças do público no final da década de 1940.
Kirk Douglas, no papel de um pugilista inescrupuloso e leviano, atingiu o estrelato—tornou-se o jovem astro mais quente de Hollywood—e recebeu a primeira de suas três indicações ao Oscar. O filme também deslanchou as carreiras de Ruth Roman e Lola Albright.
Ao todo, Champion concorreu a seis estatuetas da Academia e ficou com uma, a de Melhor Edição. Além disso, outras premiações se sucederam, inclusive uma indicação ao Leão de Ouro do Festival de Veneza.
Segundo Ken Wlaschin, este é um dos quinze melhores filmes de Douglas—o primeiro e mais antigo da lista.

## Sinopse
Midge Kelly, boxeador ambicioso, perde os amigos, abandona a família, trai o treinador (que tanto o ajudou), troca a esposa Emma pela loura Grace, cantora de nightclub, envolve-se com Palmer, uma escultora casada... porém não é de todo mau, pois ajuda Connie, o irmão inválido, e envia dinheiro para a mãe. Ainda assim, sua mania de pisar em todos para permanecer no topo leva-o a uma tragédia.

## Premiações
| Patrocinador                                            | Prêmio       | Categoria | Situação                   |
| ------------------------------------------------------- | ------------ | --- | -------------------------- |
| Academia de Artes e Ciências Cinematográficas           | Oscar        | Melhor Ator (Kirk Douglas) Melhor Ator Coadjuvante (Arthur Kennedy) Melhor Roteiro Adaptado Melhor Fotografia (preto e branco) Melhor Edição Melhor Trilha Sonora | Indicado Vencedor Indicado |
| Associação de Correspondentes Estrangeiros de Hollywood | Golden Globe | Melhor Fotografia (preto e branco) Revelação do Ano - Atriz (Ruth Roman)                                                                                          | Vencedor Indicado          |
| Directors Guild of America                              | DGA Award    | Melhor Diretor | Indicado                   |
| Writers Guild of America                                | WGA Award    | Melhor Roteiro - Drama | Indicado                   |
| Festival de Veneza                                      | Leão de Ouro | Melhor Filme | Indicado                   |

## Elenco
| Ator/Atriz      | Personagem     |
| --------------- | -------------- |
| Kirk Douglas    | Midge Kelly    |
| Marilyn Maxwell | Grace Diamond  |
| Arthur Kennedy  | Connie Kelly   |
| Paul Stewart    | Tom Haley      |
| Ruth Roman      | Emma Bryce     |
| Lola Albright   | Palmer Harris  |
| Luis Van Rooten | Jerome Harris  |
| John Day        | Johnny Dunne   |
| Harry Shannon   | Lew Bryce      |
| Esther Howard   | Margaret Kelly |
| Ralph Sanford   | Hammond        |